# Ракичан
Ракичан (словен. Rakičan) — поселення в общині Мурська Собота, Помурський регіон, Словенія. Висота над рівнем моря: 185,7 м.